# 南方设计局
杨格尔南方设计局（烏克蘭語：Державне конструкторське бюро «Південне» ім. М. К. Янгеля），位于乌克兰第聂伯罗彼得罗夫斯克，代号OKB-586，成立于1954年。首任领导人为米哈伊尔·库兹米奇·杨格尔，最初的目的是为了设计用于投放核弹头的弹道导弹。

## 历史
1951年，苏联政府将乌克兰的一家汽车工厂转型为导弹工厂，1954年在这家工厂成立了以杨格尔为领导的独立设计局OKB-586。1959年，因为开发R-12弹道导弹有功，586设计局和586工厂被授予列宁勋章。1965年划归新成立的苏联通用机械制造部(俄语：Министерство общего машиностроения СССР，MOM)，并改名为南方设计局。1971年杨格尔去世，新任领导人是他原来的副手弗拉基米尔·费多罗维奇·乌特金。1986年重组为科研生产联合体,1989年则成为财政独立的机构。1990年乌特金离任，继任者为康雨克霍夫。1991年苏联解体后，南方设计局隶属于乌克兰的机械制造与军事工业部。2010年康雨克霍夫因肺炎去世，新任领导人为亚历山大·杰格加廖夫（俄语：Александр Дегтярёв）。 

## 产品
南方设计局的第一件产品为R-12中程弹道导弹，这也是苏联第一种投入大规模生产的核导弹，很快就用来装备新成立的苏联战略火箭军。杨格尔在此基础上又设计了R-14导弹和苏联首个具有实战意义的洲际导弹R-16，这也是世界上第一枚拥有自动惯性制导和采用高沸点燃料的洲际导道。杨格尔去世后，乌特金继续开发了第二代洲际导弹R-36。60年代设计局以弹道导弹为基础，以R-12、R-14为基础开发了宇宙号火箭，以R-36为基础开发了旋风号火箭，以此进入了太空探索的领域。1961年尤里·加加林进入太空后，南方设计局成立了航天器部门，参与开发苏联的第二代及第三代卫星。1962年3月16日，在两次不成功的尝试之后，DS-2卫星进入太空，这个日子也成为了南方设计局空间部门的纪念日。这个航天器后来被改名为宇宙-1号，是苏联最早的宇宙号人造卫星。南方设计局开发的卫星用于近地空间探测、太阳观测、地球资源调查、海洋监视以及国防领域。型号包括宇宙号、国际宇宙号，民用卫星海洋、AUOS-SM卫星平台以及军用处女地卫星。南方设计局还曾参与设计了LK登月飞船着陆舱的动力模块，不过由于N1火箭的问题以及苏联取消载人登月计划，这种飞船并没有投入使用。80年代中又开发了大推力的天顶号、第聂伯号运载火箭。南方设计局开发了67种航天器、12种空间系统，由它开发的400多枚人造卫星被送上了太空。在民用领域，南方设计局曾参与开发过无轨电车、风力发电机、联合收割机等产品。除了原有的导弹与航天设备，还涉足了地面试验设备、复合材料、洲际导弹拆解等项目。南方设计局还拥有海上发射公司15%的股份并提供了发射系统的第一、第二级。